# Stazione di Benevento Arco Traiano
La stazione di Benevento Arco Traiano è una fermata ferroviaria a servizio della città di Benevento. La stazione prende il nome dal vicino Arco di Traiano ed è ubicata sulla linea Benevento–Avellino.

## Storia
La fermata di Benevento Arco Traiano venne attivata il 29 maggio 1994.

## Strutture e impianti
È composta da un marciapiede posto con pensilina per l'attesa dei viaggiatori.
È dotata di un binario passante utilizzato per il servizio viaggiatori.

## Movimento
La stazione ha in orario pochi treni al giorno, diretti a Benevento, Salerno, Mercato San Severino ed Avellino. Dal 12 dicembre 2021 la fermata è autosostituita, con autobus sostitutivi per Avellino, Salerno e Benevento.

## Servizi
- Parcheggio di scambio